# Chicago Stags 1947-1948
La stagione 1947-48 dei Chicago Stags fu la 2ª nella BAA per la squadra dell'Illinois.
I Chicago Stags arrivarono secondi nella Western Division con un record di 28-20. Nei play-off, dopo due partite di tiebreaker (una persa contro i Baltimore Bullets e una vinta contro i Washington Capitols), vinsero nei quarti di finale per 2-1 contro i Boston Celtics per poi perdere per 2-0 nelle semifinali contro i Baltimore Bullets.

## Roster
| N° | Naz.                   | Ruolo | Sportivo         | Anno | Alt. | Peso |
| -- | ---------------------- | ----- | ---------------- | ---- | ---- | ---- |
|    | Stati Uniti (bandiera) | G     | Kenny Sailors    | 1921 | 178  | 79   |
| 0  | Stati Uniti (bandiera) | GA    | Johnny Jorgensen | 1921 | 188  | 84   |
| 3  | Stati Uniti (bandiera) | A     | Paul Huston      | 1925 | 191  | 79   |
| 6  | Stati Uniti (bandiera) | G     | Mickey Rottner   | 1919 | 178  | 82   |
| 10 | Stati Uniti (bandiera) | GA    | Max Zaslofsky    | 1925 | 188  | 77   |
| 12 | Stati Uniti (bandiera) | GA    | Gene Vance       | 1923 | 191  | 88   |
| 14 | Stati Uniti (bandiera) | A     | Ben Schadler     | 1924 | 183  | 84   |
| 15 | Stati Uniti (bandiera) | G     | Gene Rock        | 1921 | 175  | 70   |
| 17 | Stati Uniti (bandiera) | AC    | Chuck Gilmur     | 1922 | 193  | 102  |
| 18 | Stati Uniti (bandiera) | GA    | Jim Seminoff     | 1922 | 188  | 86   |
| 19 | Stati Uniti (bandiera) | GA    | Andy Phillip     | 1922 | 188  | 88   |
| 20 | Stati Uniti (bandiera) | AC    | Jack Toomay      | 1922 | 198  | 98   |
| 22 | Stati Uniti (bandiera) | C     | Chick Halbert    | 1919 | 206  | 102  |
| 23 | Stati Uniti (bandiera) | AC    | Stan Miasek      | 1924 | 196  | 95   |

## Staff tecnico
- Allenatore: Harold Olsen
- Vice-allenatore: Philip Brownstein